# غراهام جونسون (عازف بيانو)
غراهام جونسون (بالإنجليزية: Graham Johnson)‏ (و. 1950  م) هو عازف بيانو، ومعلم موسيقى من المملكة المتحدة، ورودسيا الجنوبية، ولد في بولاوايو، يستخدم آلات بيانو.

## التعليم
تعلم في الأكاديمية الملكية للموسيقى
.

## جوائز
حصل على جوائز منها:
- نيشان الامبراطورية البريطانية من رتبة ضابط
- وسام الفنون والآداب الفرنسي